# I'll Turn to Stone
"I'll Turn to Stone" is een nummer waarvan het origineel opgenomen is door de Amerikaanse soul- en R&B-groep The Four Tops. Het nummer is niet door die groep als single uitgebracht, althans niet als de A-kant ervan. Het verscheen daarentegen wel als B-kant van de #14-hit op de poplijst in de Verenigde Staten, "7-Rooms of Gloom". Net als diens A-kant verscheen het nummer in kwestie, "I'll Turn to Stone", op het meest succesvolle album van The Four Tops, "Reach Out" genaamd.
Het onderwerp van "I'll Turn to Stone" is dat de verteller, in de originele versie van het nummer leadzanger van The Four Tops Levi Stubbs, is dat hij zo hard als steen zal worden als zijn geliefde haar liefde voor hem van hem zou afpakken of als ze hem ontrouw zou zijn. Via de tekst van het nummer waarschuwt hij haar hier voor. Het nummer werd geschreven door het songwriterstrio Holland-Dozier-Holland in samenwerking met de Canadees R. Dean Taylor. Daarmee was "I'll Turn to Stone" een van de weinige nummers van het drietal waaraan ze als trio samenwerkte met nog een schrijver. De tekst van het nummer werd bedacht door R. Dean Taylor samen met Eddie Holland. De muziek werd gespeeld door de vaste instrumentatieband van Motown, The Funk Brothers, en geschreven door Brian Holland en Lamont Dozier. Zij bedachten ook de melodie van het nummer en produceerden het tevens.
"I'll Turn to Stone" wist, ondanks de B-kant van "7-Rooms of Gloom" zijnde, de hitlijsten in de Verenigde Staten te bereiken. Daarmee was het de enige B-kant van The Four Tops die dat lukte. Alhoewel het nummer lang niet zo succesvol als de A-kant was, wist het toch de #76-positie op de Amerikaanse poplijst te halen en de #50-notering op de R&B-lijst uit datzelfde land. "I'll Turn to Stone" werd later onder andere gecoverd door meest succesvolle groep van Motown, The Supremes. Hun versie van het nummer verscheen, samen met nog een nummer van The Four Tops, "It's The Same Old Song", op hun album "The Supremes Sing Holland-Dozier-Holland". Dat album heette in Europa overigens "The Supremes Sing Motown".

## Bezetting
- Lead: Levi Stubbs
- Achtergrondzang: Renaldo "Obie" Benson, Lawrence Payton, Abdul "Duke" Fakir en The Andantes
- Instrumentatie: The Funk Brothers
- Schrijvers: Holland-Dozier-Holland & R. Dean Taylor
- Productie: Brian Holland & Lamont Dozier